# Speckbach (Erlbach)
Der Speckbach ist ein 2,2 km langer Bach im westlichen Stadtgebiet von München. Er gehört zum Flusssystem der Isar.
Der Bach entspringt im Osten von Puchheim, nimmt in seinem Verlauf nach Süden die Mittlere Mauken auf und unterquert eine Bahnlinie. Nördlich dieser speist er den Graben des Weiherbachs, der nach Westen zieht, um im Böhmerweiher zu münden. Der Speckbach selbst macht einen Knick nach Osten und mündet in den Erlbach.

## Galerie

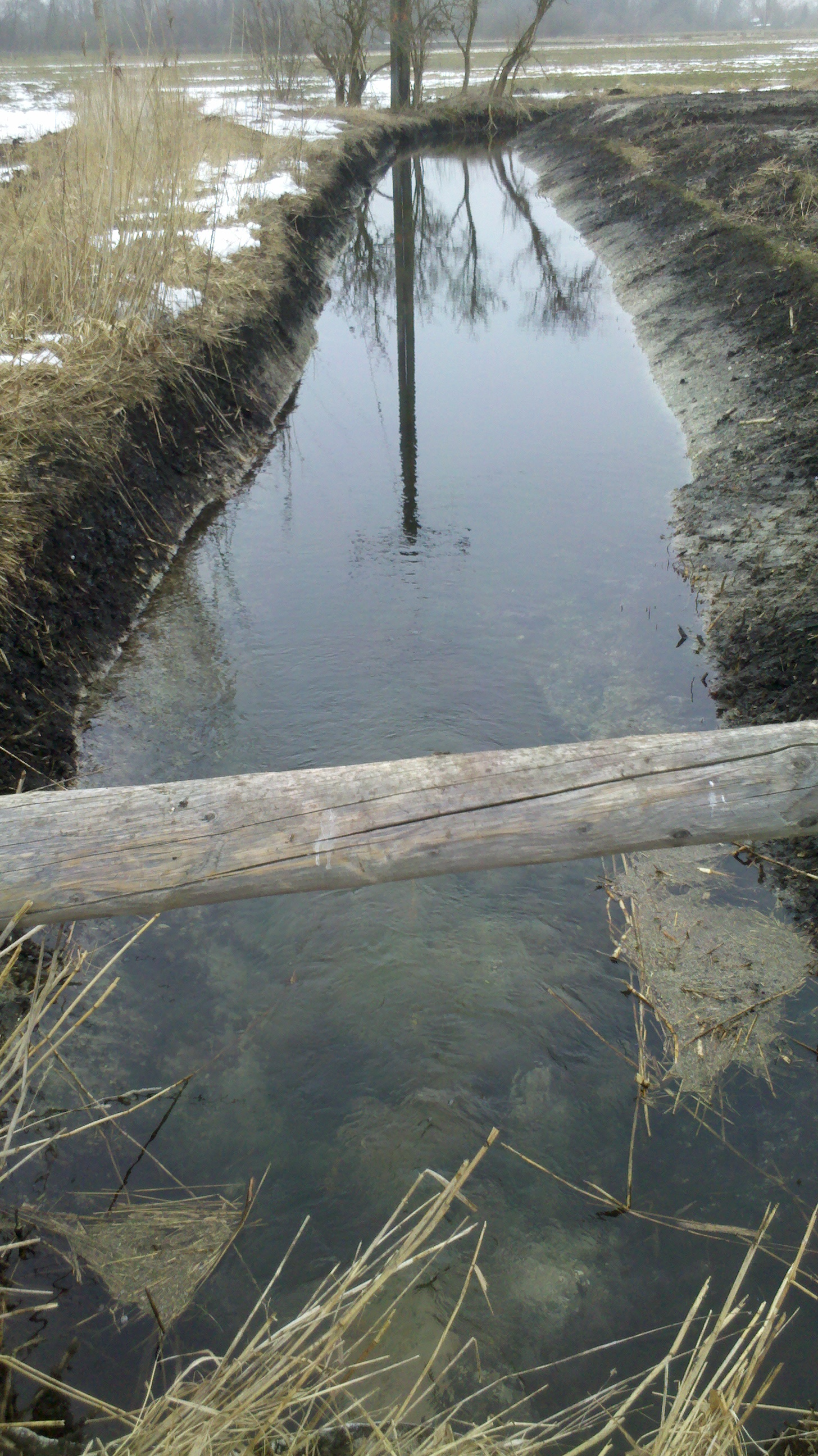
Speckbach Knick nach Osten